# Sennius simulans
Sennius simulans är en skalbaggsart som först beskrevs av Schaeffer 1907.  Sennius simulans ingår i släktet Sennius och familjen bladbaggar. Inga underarter finns listade i Catalogue of Life.